# Kumhausen
Kumhausen er en kommune i Landkreis Landshut, i regierungsbezirk Niederbayern i den tyske delstat Bayern.

## Geografi
Kumhausen ligger lige syd for byen Landshut, som den næsten er sammenvokset med.
I kommunen er der ud over Kumhausen, landsbyerne Götzdorf, Hohenegglkofen, Niederkam, Obergangkofen og Windten.